# 伊波野村

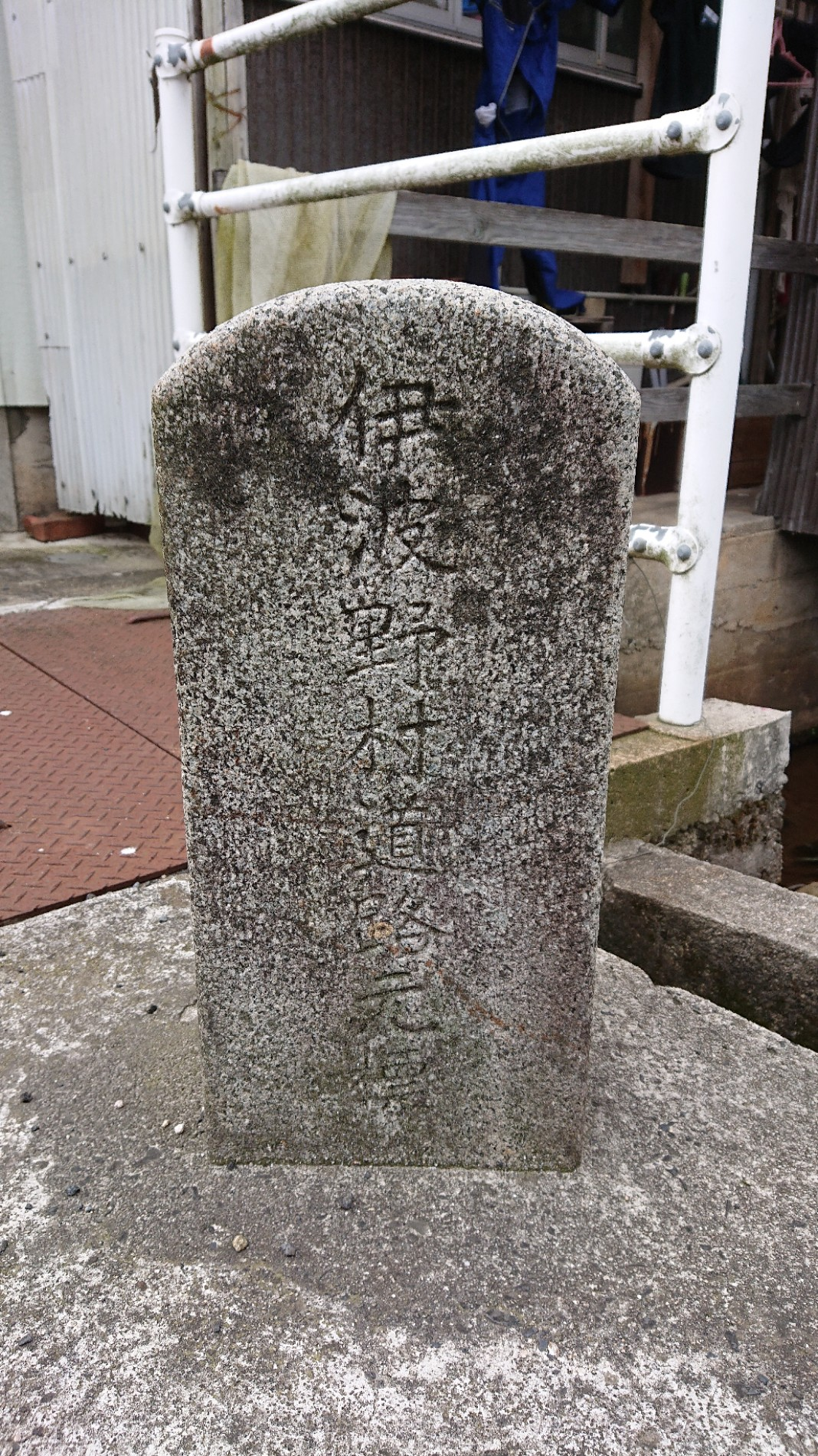
伊波野村道路元標

伊波野村（いわのむら）は、島根県簸川郡にあった村。現在の出雲市斐川町富村、斐川町名島、斐川町鳥井、斐川町上直江にあたる。

## 地理
- 河川：斐伊川[1]、高瀬川[2]

## 歴史
- 1889年（明治22年）4月1日 - 町村制の施行により、出雲郡富村、名島村、鳥井村、上直江村が合併して村制施行し、伊波野村が発足[3][4]。
- 1896年（明治29年）4月1日 - 郡の統合により簸川郡に所属[4]。
- 1947年（昭和22年）11月30日 - 昭和天皇が村内に行幸（昭和天皇の戦後巡幸）。高畦栽培地を視察[5]。。
- 1955年（昭和30年）4月15日 - 簸川郡荘原村、出西村、直江村、久木村、出東村と合併して、斐川村を新設して廃止[3][4]。

### 地名の由来
出雲郡諸村が共同で祀った岩野薬師（所在地:旧上直江村岩野原）にちなむ。

## 産業
- 農業[3]

## 交通

### 鉄道
- 1910年（明治43年）国有鉄道山陰本線が開通し、大字上直江に直江駅を開設[3]。

## 名所・旧跡
- 岩野薬師（大光寺）[3]